# 섀클턴-로웻 원정

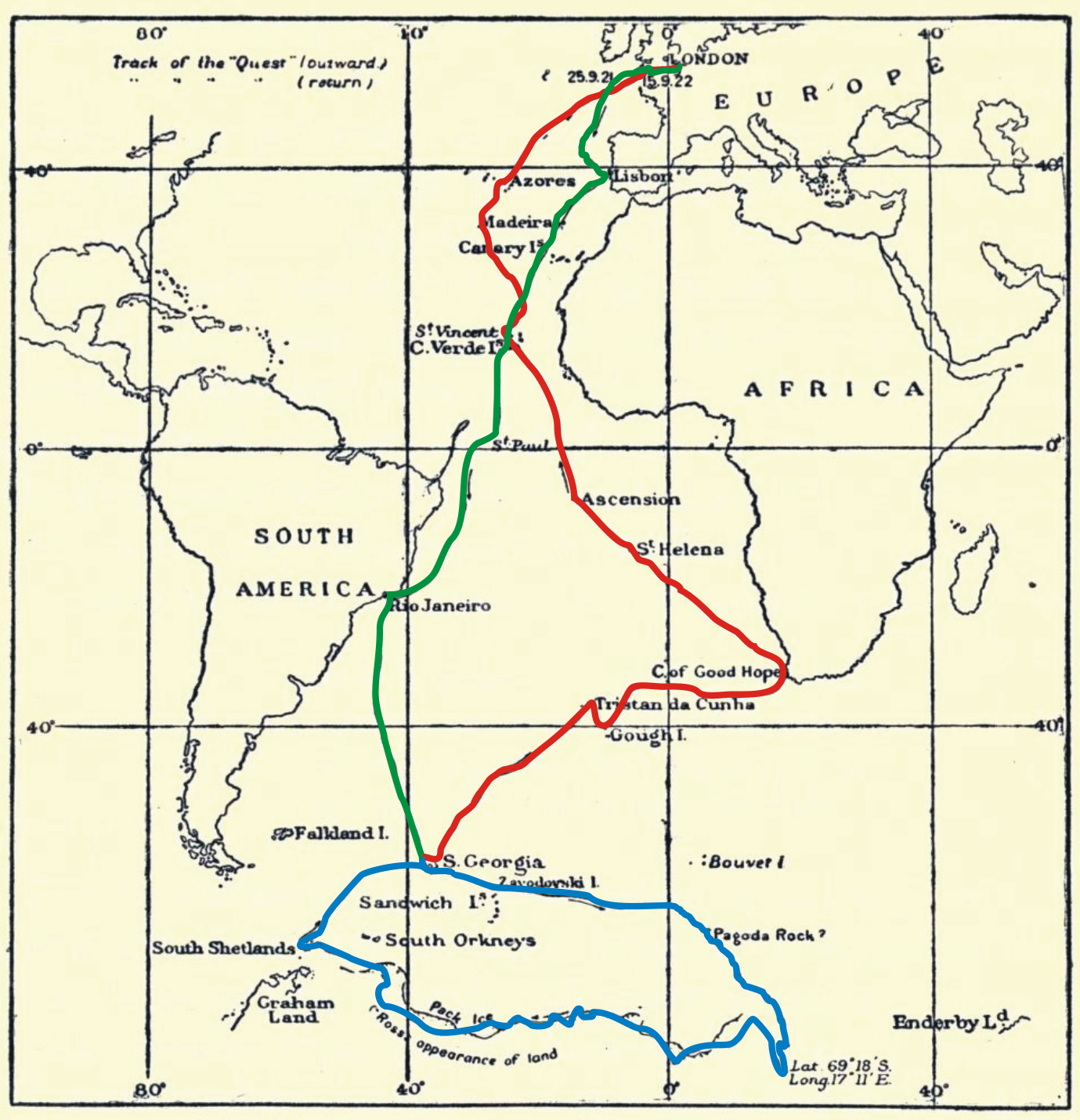
탐험선 퀘스트가 지나는 경로, 왕로(녹색), 남극해(파랑), 귀국(빨강)

섀클턴-로웻 원정(영어: Shackleton–Rowett Expedition)은 1921년부터 1922년에 이루어진 어니스트 섀클턴의 마지막 남극 원정이며, 남극 탐험의 영웅시대라고 불리는 시대의 마지막이 되었다. 이 사업에는 사업가 존 퀼러 로웻이 후원하였다. 섀클턴의 당초 계획은 북극해의 보퍼트해를 탐험하는 것이었지만 캐나다 정부가 재정 원조를 철회함으로써 중단되었다. 원정에 사용한 배는 노르웨이의 물개 어선을 전환한 퀘스트이며, 이로 인해 퀘스트 원정(Quest Expedition)이라고 불리기도 한다. 이 퀘스트는 지금까지의 남극 탐험선에 비해 작고, 곧 임무에는 부적절한 것으로 나타났다. 항행 성능이 나쁘고 엔진 트러블이 자주 발생하여 남행이 늦었다. 원정의 작업이 제대로 시작되기 전에 사우스조지아섬에 도착한 직후에 선상에 있던 섀클턴이 죽었다.